# Tabanus lineola
Tabanus lineola är en tvåvingeart som beskrevs av Fabricius 1794. Tabanus lineola ingår i släktet Tabanus och familjen bromsar. Inga underarter finns listade i Catalogue of Life.

## Bildgalleri

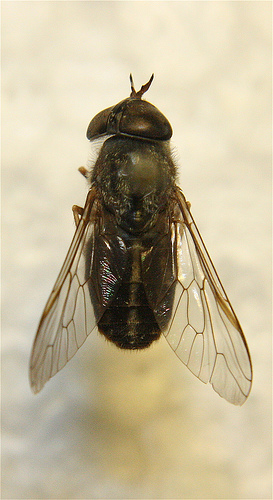
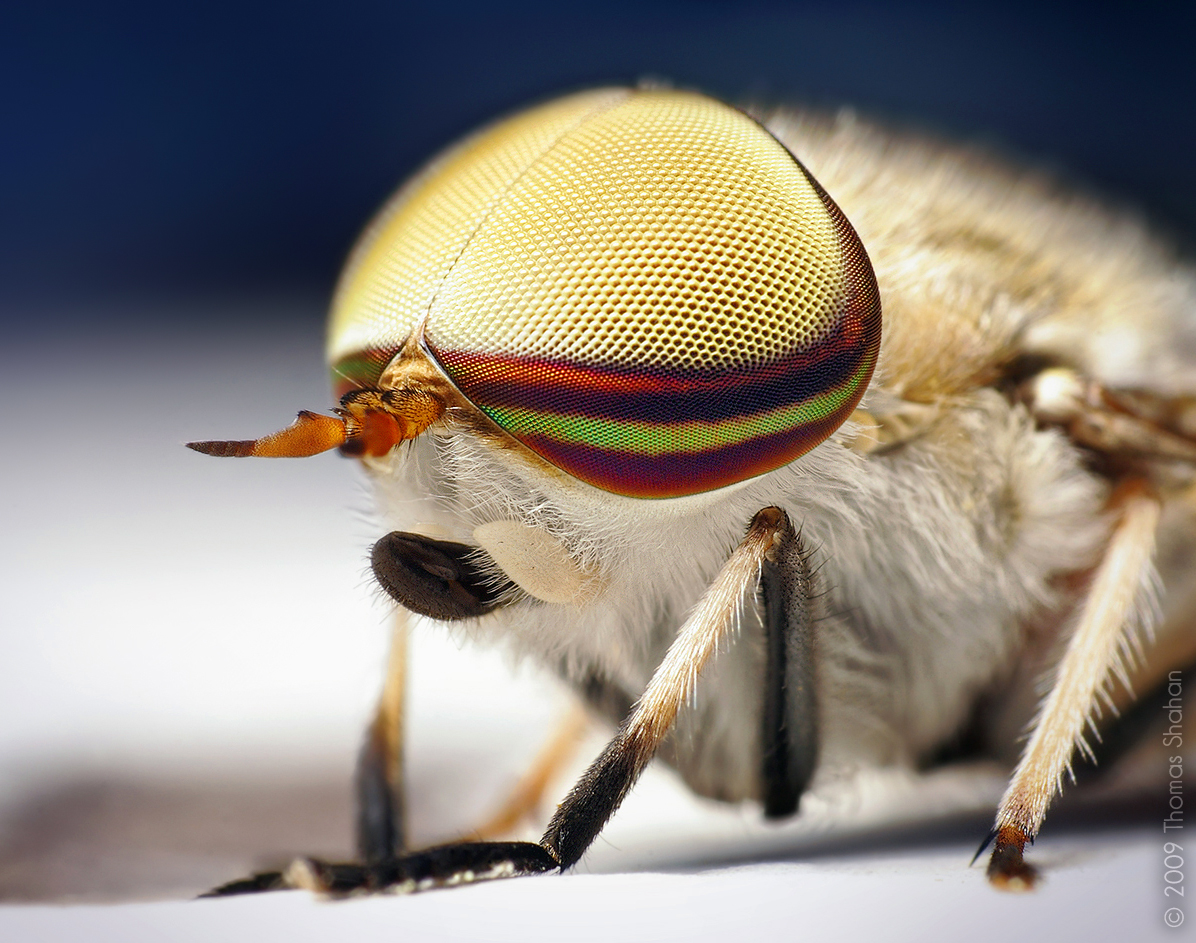